# Ewiger Medaillenspiegel
Ähnlich wie die ewige Tabelle ist der ewige Medaillenspiegel eine Auflistung von allen Medaillen, geordnet nach Teilnehmern, Vereinen oder Teilnehmerländern, die in der Geschichte einer Veranstaltung vergeben worden sind.
Meist zählen Goldmedaillen als erstes, Silbermedaillen als zweites und Bronzemedaillen als drittes Kriterium für die Rangliste. Besonders häufig wird der Begriff im Zusammenhang mit den Olympischen Spielen verwendet, wo zu jeden einzelnen Spielen ein Medaillenspiegel erstellt wird. Die Summe der einzelnen Medaillenspiegel ergibt den ewigen Medaillenspiegel.